# Neustadt an der Dosse
Neustadt an der Dosse là một thị xã huyện Ostprignitz-Ruppin, Brandenburg, Đức với dân số cuối năm 2006 là 3718 người. Tổng diện tích là 75,43 km², và nằm gần sông Dosse.
Neustadt được thành lập năm 1407 bởi Công tước Ruppin. Năm 1788, vua Phổ Friedrich William II đã mở rộng thị xã.